# كارثة قارب باجواي
كارثة قارب باجواي في 30 نوفمبر 2021 انقلب قارب محمّل بشكل كبير على متنه أكثر من 50 شخصًا معظمهم من الأطفال الذين تتراوح أعمارهم بين 8 و15 عامًا على نهر باجواي في ولاية كانو في نيجيريا. تم تأكيد وفاة ما لا يقل عن 29 وفقد 13 آخرين.

## خلفية
حوادث القوارب شائعة في نيجيريا بسبب الحمولة الزائدة وسوء الأحوال الجوية وسوء الصيانة ونقص الأنظمة لحماية سلامة الركاب. في مايو قُتل نحو 100 شخص عندما غرق قارب في نهر النيجر على حدود ولايتي كيبي والنيجر.

## الحادثة
كانت السفينة تقل تلاميذ مدرسة إسلامية من قرية باداو إلى بلدة باجواي على الجانب الآخر من النهر لحضور مناسبة دينية. وبحسب سامينو عبد الله المتحدث باسم خدمة الإطفاء بولاية كانو فإن القارب كان من المفترض أن يحمل 12 شخصًا، ومع ذلك كان هناك أكثر من 50 شخصًا على متن العبارة وقت وقوع الحادث.
تم إنقاذ سبعة ركاب وتم نقلهم إلى المستشفى بينما لا يزال 13 آخرون في عداد المفقودين. شملت عمليات الإنقاذ الشرطة وخدمات الإطفاء والمتطوعين وأعضاء فيلق الأمن والدفاع المدني النيجيري.

## التفاعلات
ووصف الرئيس محمد بخاري الحادث بأنه حدث حزين ومؤلم، وأعلن مفوض الإعلام في كانو محمد جاربا عن تشكيل لجنة للتحقيق في الحادث ومنع وقوع حوادث أخرى مثله. وكانت اللجنة قد أمرت من قبل حاكم ولاية كانو عبد الله عمر غاندوجي الذي أعرب عن صدمته بعد سماعه نبأ الانقلاب، ووصف الحادث بأنه «مأساة ولاية»، وشكر رجال الإنقاذ قائلاً «إننا نحيي الشجاعة والموقف الوطني للجنود من فرق الإنقاذ».